# Agilulf van Keulen

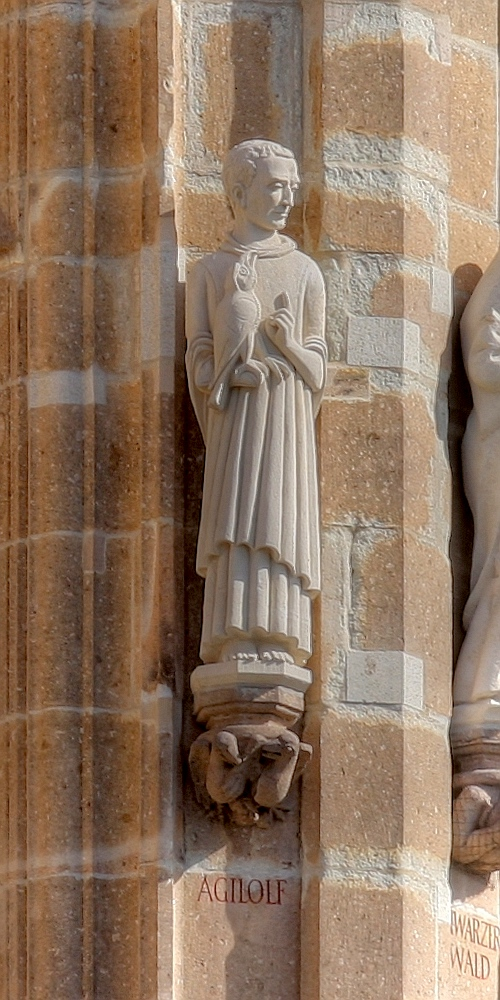
Agilulf

De heilige Agilulf  (overleden na 750) was de 11de abt van de Abdij van Stavelot en was eveneens bisschop van Keulen. 
Agilulf kreeg in 744 zijn opleiding in de abdij van Stavelot van abt Angelinus die hij in 746 opvolgde. Kort daarna, in hetzelfde jaar werd hij bisschop van Keulen. Agilulf was een verdediger van de hervormingsbeweging van Bonifatius. In 748 nam hij deel aan de laatste synode die door Bonifatius werd georganiseerd na te zijn voorgedragen door een pauselijke brief van paus Zacharias.
Sommige bronnen geven aan dat Agilulf in 750 zou zijn teruggekeerd naar Malmedy waar hij zou gestorven zijn als martelaar te wijten aan zijn geloofsijver. 
Hij werd aldaar begraven maar in 1065 werden zijn beenderen op vraag van aartsbisschop Anno II overgebracht naar de in 1062 voltooide kerk van Sankt Maria ad Gradus te Keulen.
Zijn feestdag is op 9 juli.
- Gemeinsame Normdatei: 102418799
- Virtual International Authority File: 64396105
- WorldCat: E39PBJqW38yVC6vPhqpgFw8Bfq